# Tansvallen
Tansvallen är en idrottsplats i orten Grycksbo i Falu kommun i Sverige. Tansvallen är nuvarande hemmaplan för Grycksbo IF BK Bandy. 